# Pierre Gagnon
Pour les articles homonymes, voir Gagnon.
Pierre Gagnon, né le 20 septembre 1887 à Saint-Fabien et mort le 2 mai 1973 à Rivière-Ouelle, est un homme politique québécois. Il a été député de Kamouraska pour le Parti libéral de 1927 à 1936.